# Каваклиево
Вижте пояснителната страница за други значения на Кавакли.
Каваклиево, още Каваклиово, Горно Каваклиево или Вардар Кавакли (на гръцки: Άγιος Αθανάσιος, Агиос Атанасиос, до 1927 година Καβακλή, Кавакли), е малък град в Гърция, дем Илиджиево (Халкидона), област Централна Македония с 4932 жители (2011).

## География
Селото е разположено в Солунското поле на 24 километра северозападно от Солун, близо до левия бряг на Вардар (Аксиос).

## История

### В Османската империя
В XIX век Каваклиево е голямо българско чифлишко селище в Солунска каза на Османската империя. Землището му е приблизително 26 000 декара. Принадлежи към муката на въглищарите, а собственик е едрият земевладелец Малах.
В 1848 година руският славист Виктор Григорович описва в „Очерк путешествия по Европейской Турции“ Кавакли като българско село.
В 1900 година според Васил Кънчов („Македония. Етнография и статистика“) в Горно Каваклиово живеят 115 българи християни.
В началото на XX век чифликът става собственост на турски земевладелец, който го дава под наем за седем години на Саул Модиано. Преброяването на Хилми паша от 1905 година показва 75 гърци православни и 20 жители мюсюлмани.
Цялото население на Каваклиево е под върховенството на Цариградската патриаршия. По данни на секретаря на Българската екзархия Димитър Мишев („La Macédoine et sa Population Chrétienne“) в 1905 година в Горно Каваклиево (Gorno-Kavaklievo) има 144 българи патриаршисти гъркомани и в селото работи гръцко училище.
Според доклад на Димитриос Сарос от 1906 година Кавакли Горно (Καβακλὶ Ἄνω) е славяногласно село в Поленинската епископия със 76 жители (40 мъже и 36 жени) с гръцко съзнание и в селото работи гръцко смесено начално училище с 16 ученици и 1 учител.

### В Гърция
В 1912 година по време на Балканската война в селото влизат гръцки части и в 1913 година след Междусъюзническата война Каваклиево остава в Гърция. В 1927 година селото е прекръстено на Агиос Атанасиос. Българското му население се изселва, а чифликът става собственост на солунски евреин и е обработван от 10 семейства цигани мюсюлмани. След разгрома на Гърция в Гръцко турската война държавата откупува чифлика, мюсюлманското население се изселва и от октомври 1922 до 1924 година в Каваклиево са настанени окоол 600 семейства гърци бежанци от 25 села в Източна Тракия (първите са от село Кермени) и 7 от района на Смирна в Мала Азия. Към землището на селото от 26 000 акра са прибавени и 35 000 акра от това на съседното село Текелиево.
В 1928 година Каваклиево е бежанско село с 467 бежански семейства и 1952 жители бежанци.
През 1994 година при разкопки на археоложката Мария Цимпиду-Авлонитис край селото са разкрити македонски гробници от античността.
В 1994 година Каваклиево става дем, а в 1999 година става център на дем по закона „Каподистрияс“, в който влизат общините Ватилък, Топчиево, Бугариево, Коритен и Ингилизово. В 2011 година по закона „Каликратис“ към дема са присъединени и демите Кавклиево и Илиджиево.
Преброявания
- 1991 - 5418 жители
- 2001 - 4816 жители
- 2011 - 4932 жители

## Личности
Родени в Каваклиево
- Николаос Сянцис (Νικόλαος Σιάντσης), гръцки андартски четник[10]
- Христос Дзикас (Χρήστος Τζίκας), гръцки андартски деец, информатор на Каравитис, арестуван и осъден на доживотен затвор от турсктие власти, освободен след застъпничеството на гръцкия консулски агент Филотас, участник в Балканската война в 5-а гръцка дивизия.[10]